# 10959 Аппенніно
10959 Аппенніно (6579 P-L, 1975 XO2, 1997 VT3, 10959 Appennino) — астероїд головного поясу.
Тіссеранів параметр щодо Юпітера — 3,535.